# Михеевка (Могилёвская область)
Михе́евка (бел. Міхееўка) — агрогородок в составе Михеевского сельсовета Дрибинского района Могилёвской области Республики Беларусь.

## Галерея

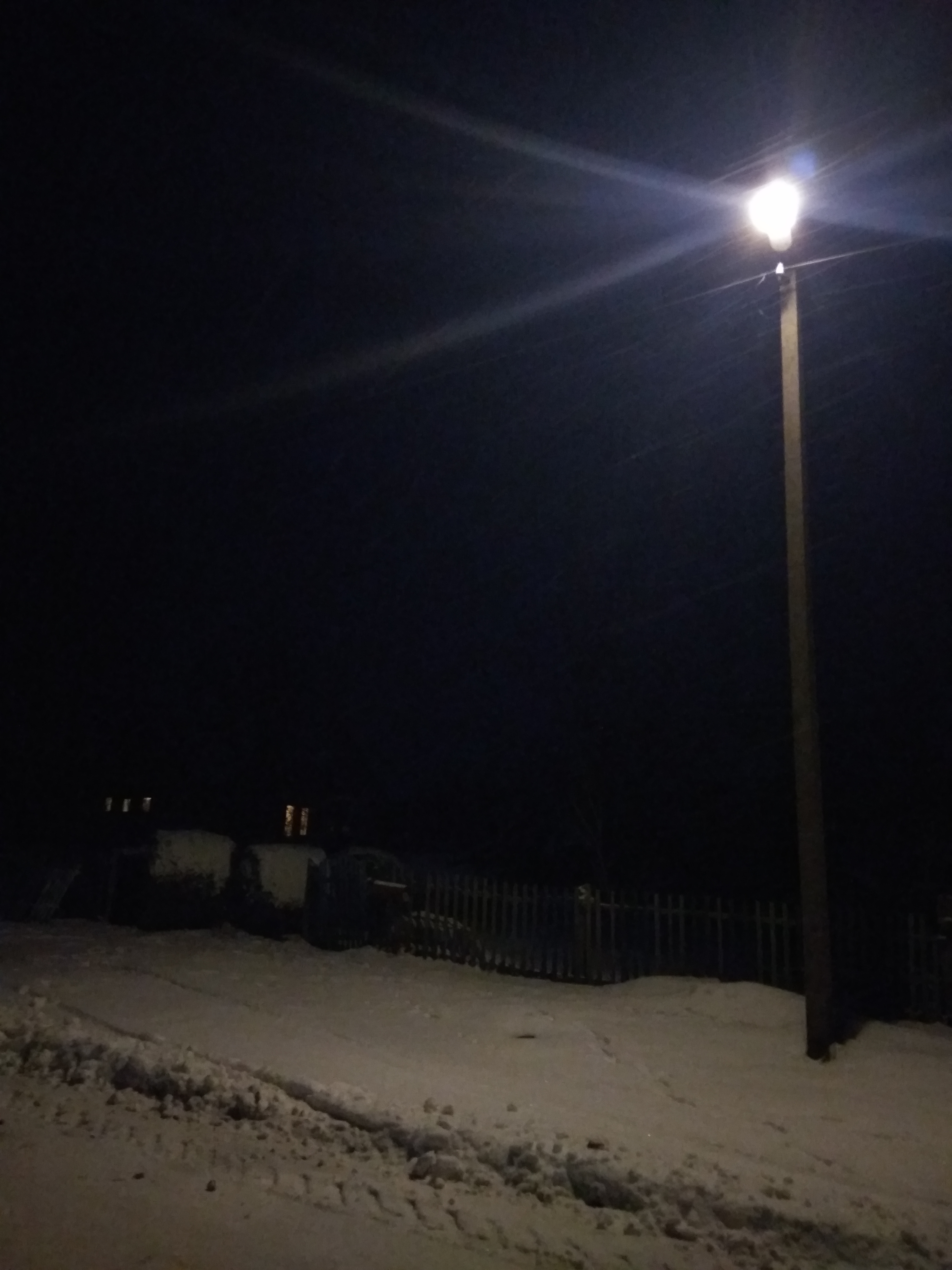
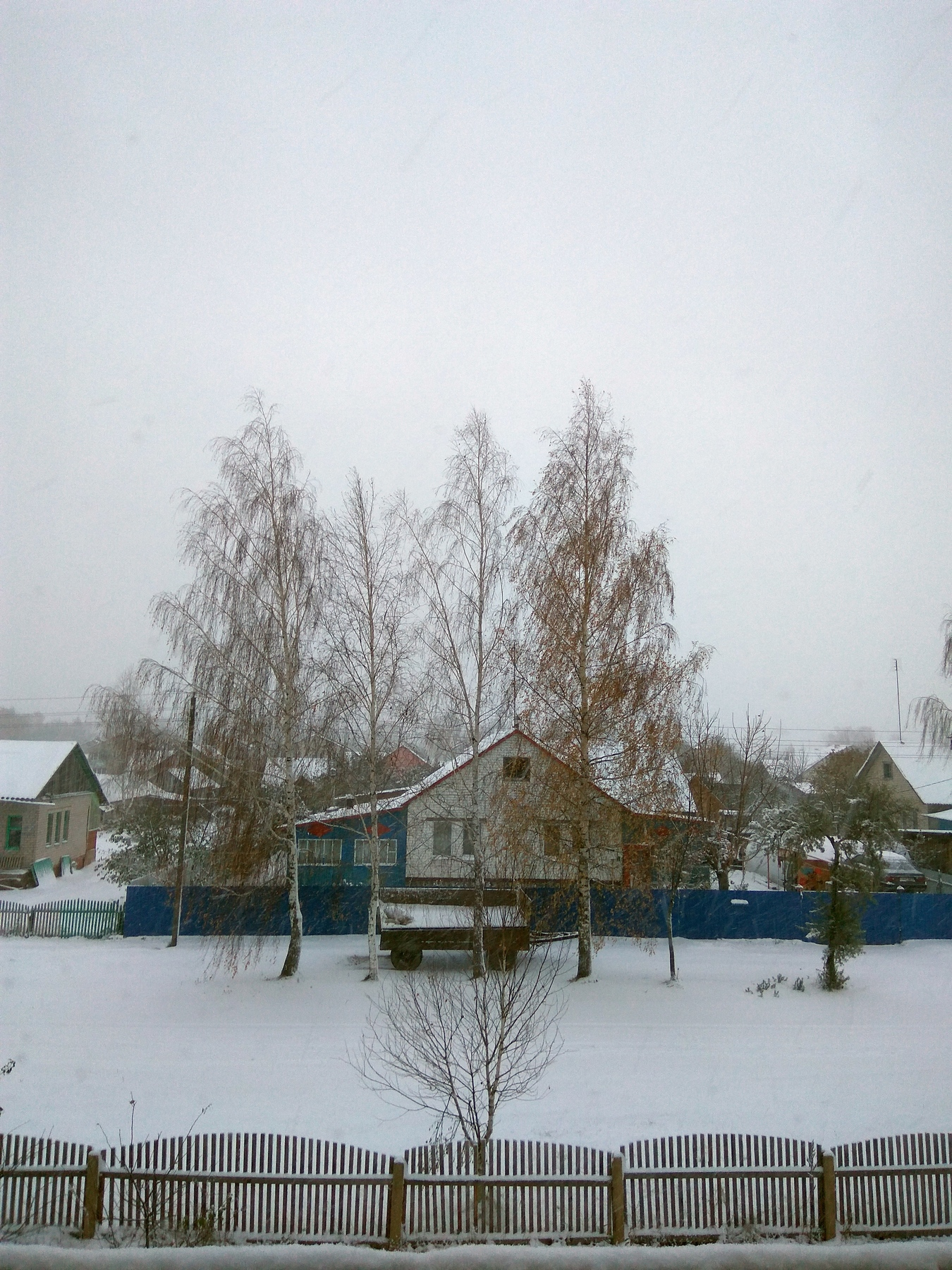
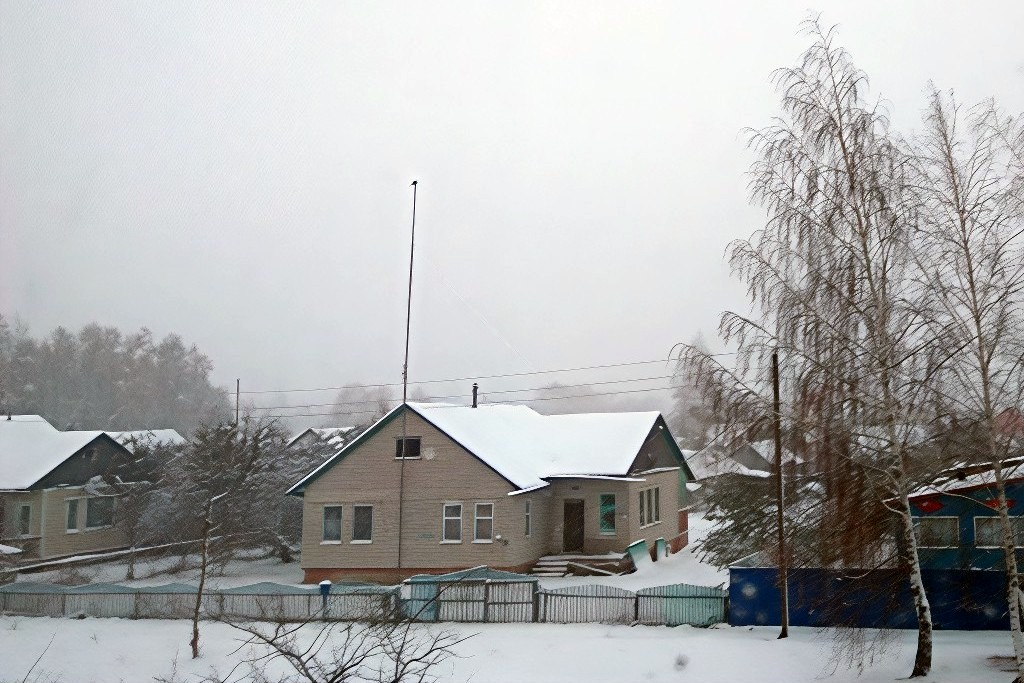

## Географическое положение
Находится в 5 км от Дрибина.

## Население
- 1999 год — 932 человека
- 2010 год — 826 человек
- 2019 год — 738 человек